# فندق الصاغة
فندق الصاغة هو فندق تاريخي يوجد في فاس البالي، بالمدينة القديمة في مدينة فاس بالمغرب.

## تاريخ
تم بناء الفندق عام 1711 م (1123 هـ) في عهد السلطان العلوي إسماعيل بن الشريف، ربما بمبادرة من تجار أو مسؤولين محليين. مثل غيره من المباني الأخرى، كان بمثابة مركز للنشاط التجاري، وأصبح أحد أهم المباني في فاس. تم تخصيص الطابق الأرضي من المبنى حصريًا للأنشطة التجارية، في حين تم استخدام الطوابق العليا من قبل ورش العمل الحرفية واستخدامها لتخزين البضائع. في أوائل القرن العشرين، كان معروفًا بشكل خاص ببيع الشاي. خضع الفندق مؤخرًا لترميم كبير بين سنتي 2013 و2017 في إطار مبادرة لإعادة تأهيل 27 معلمًا تاريخيًا في فاس. خلال عملية الترميم، تم أيضًا تنفيذ الحفريات الأثرية وكشفت عن بقايا منازل من العصر المريني (القرنين الثالث عشر والخامس عشر) بزخارف الزليج.